# Nagylak (Románia)
Nagylak (Románnagylak) (románul Nădlac, szlovákul Nadlak)  kisváros Romániában, Arad megyében.

## Fekvése

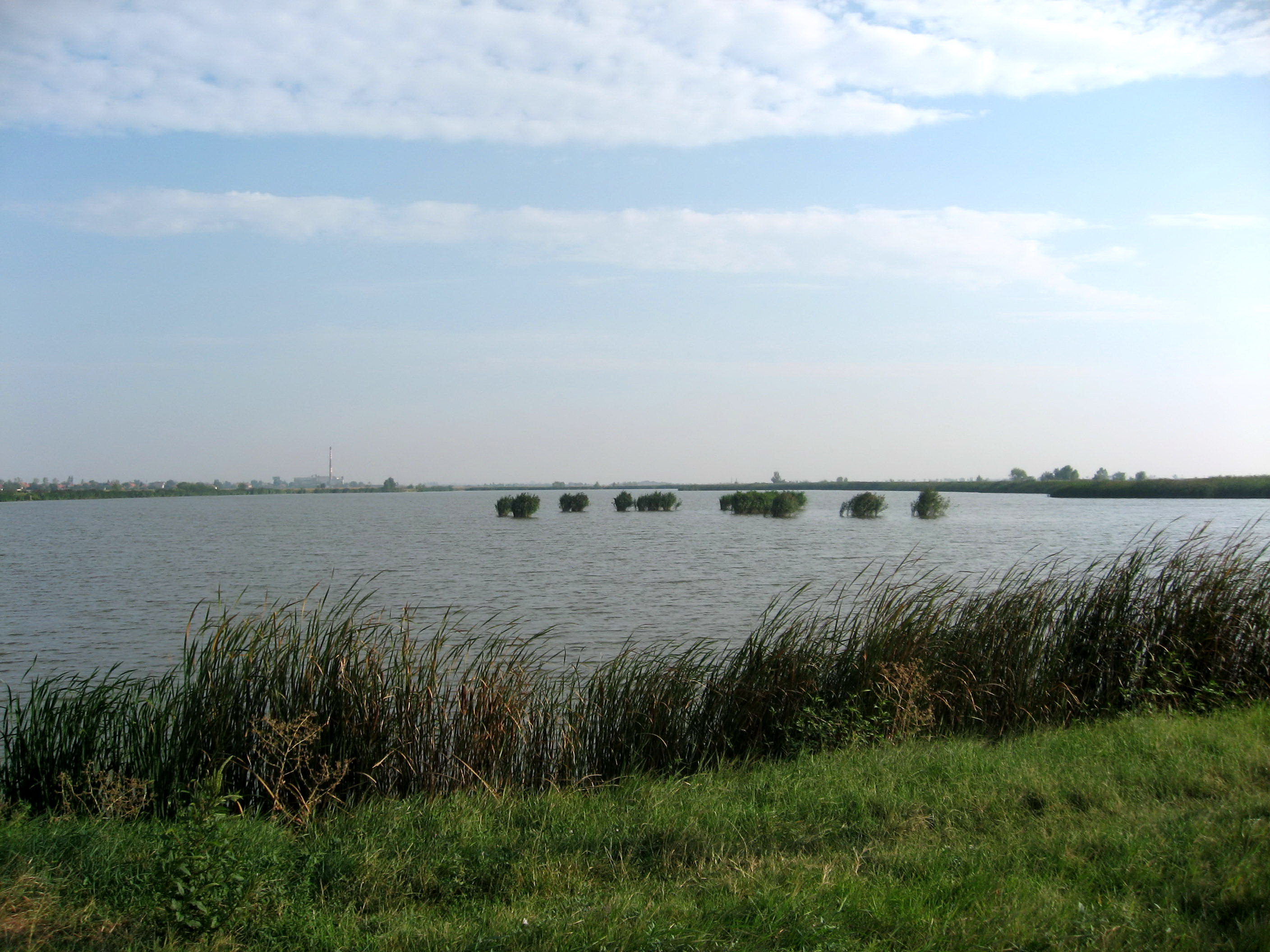
Víztározó a város mellett

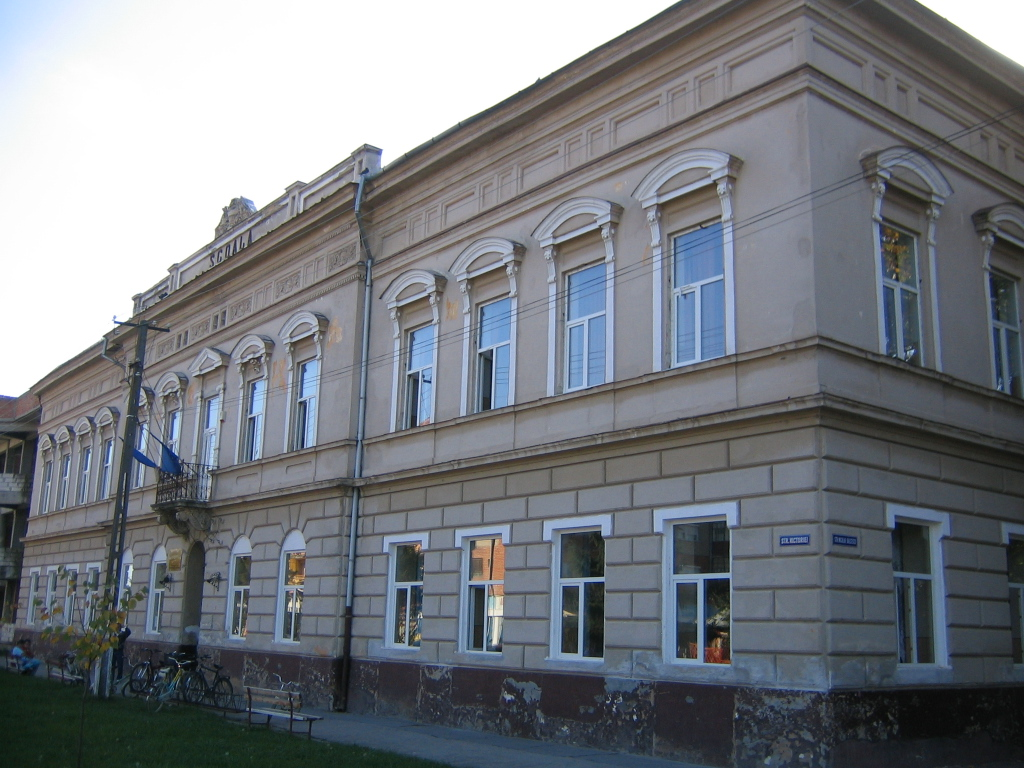
Az Elméleti Líceum épülete

Aradtól 40 km-re nyugatra, a Maros jobb partján, a magyar határon fekvő település, határátkelőhely.

## Története
A település alapítója a Monoszló nembeli Gergely a 13. század közepén. A várat a tatárok 1241-ben 7 napi ostrommal vették be, védőit legyilkolták. 1334-ben már egyházas hely volt, majd uradalmi központ lett. 1464-ben szerb telepesek érkeztek ide. A 15. század végén a Jaksics család kastély épített itt, melyet később palánkkal és vizesárokkal erősítettek meg. 1514. május 27-én Dózsa György serege váratlanul rajtaütött az apátfalvi győzelmet ünneplő nemeseken és a kastélyt felgyújtotta, másnap itt húzatta karóba Csáky Miklós csanádi püspököt, a nemesi sereg vezérét. 1518-ban a birtokos Jaksicsok téglából építették fel a várat. 1550-ben Kászim budai pasa foglalta el, de Losonczy István még az évben visszafoglalta és felgyújtotta. 1552-ben Izabella királyné serege foglalta el, majd a török és novemberben ismét magyar kézre került. 1553 júniusában ismét a töröké lett, de 1594-ben Báthory Zsigmond serege visszafoglalta. 1598-ban ismét a török foglalta el és 1616 körül lerombolta. 1699-ben a karlócai béke szabadította fel a török uralom alól. A várnak kevés alapfalmaradványa maradt, a többit a Maros elmosta. 1774-ben még a régi templom és a vár falai is jól látszottak.
1739-ben a szerbek kivándoroltak, helyükre szlovák telepesek érkeztek.  A trianoni békeszerződésig Csanád vármegye Nagylaki járásához tartozott.  A települést a trianoni béke kettévágta, keleti része Romániához került 1920-ban.

## Lakosság
1910-ben 14 043 lakosából 7651 szlovák (54,48%), 4330 román (30,83%), 1439 magyar (10,24%), 251 szerb (1,78%), 150 német (1,06%) és 106 ruszin (0,75) volt.
2002-ben 8144 lakosából 3844 szlovák (47,20%), 3696 román (45,38%), 264 magyar (3,24%), 218 cigány (2,67%) és 30 német (0,36%).

## Híres emberek
- Itt született Faragó Rezső (Nagylak, 1887. október 23. – Buenos Aires, 1953. október 26.) magyar újságíró.
- Itt született Farkas Sándor (1887–1964) könyvtáros, utazó és író, Kőrösi Csoma Sándor rokona, több keleti útleírás és úti beszámoló szerzője.

## Testvértelepülések
- Gidrafa, Szlovákia
- Magyarcsanád, Magyarország
- Nagylak, Magyarország
- Tótkomlós, Magyarország